# NGC 4519
NGC 4519 ist eine Balken-Spiralgalaxie mit ausgedehnten Sternentstehungsgebieten vom Hubble-Typ SBd im Sternbild Jungfrau auf der Ekliptik. Sie ist schätzungsweise 52 Millionen Lichtjahre von der Milchstraße entfernt und hat einen Durchmesser von etwa 50.000 Lichtjahren. Die Galaxie wird unter der Katalogbezeichnung VCC 1508 als Mitglied des Virgo-Galaxienhaufens aufgeführt.

Gemeinsam mit PGC 41706 bildet sie das Galaxienpaar Holm 418. Im selben Himmelsareal befinden sich u. a. die Galaxien NGC 4488, NGC 4522, NGC 4535, IC 3517.
Das Objekt wurde am 15. April 1784 vom deutsch-britischen Astronomen Wilhelm Herschel entdeckt.

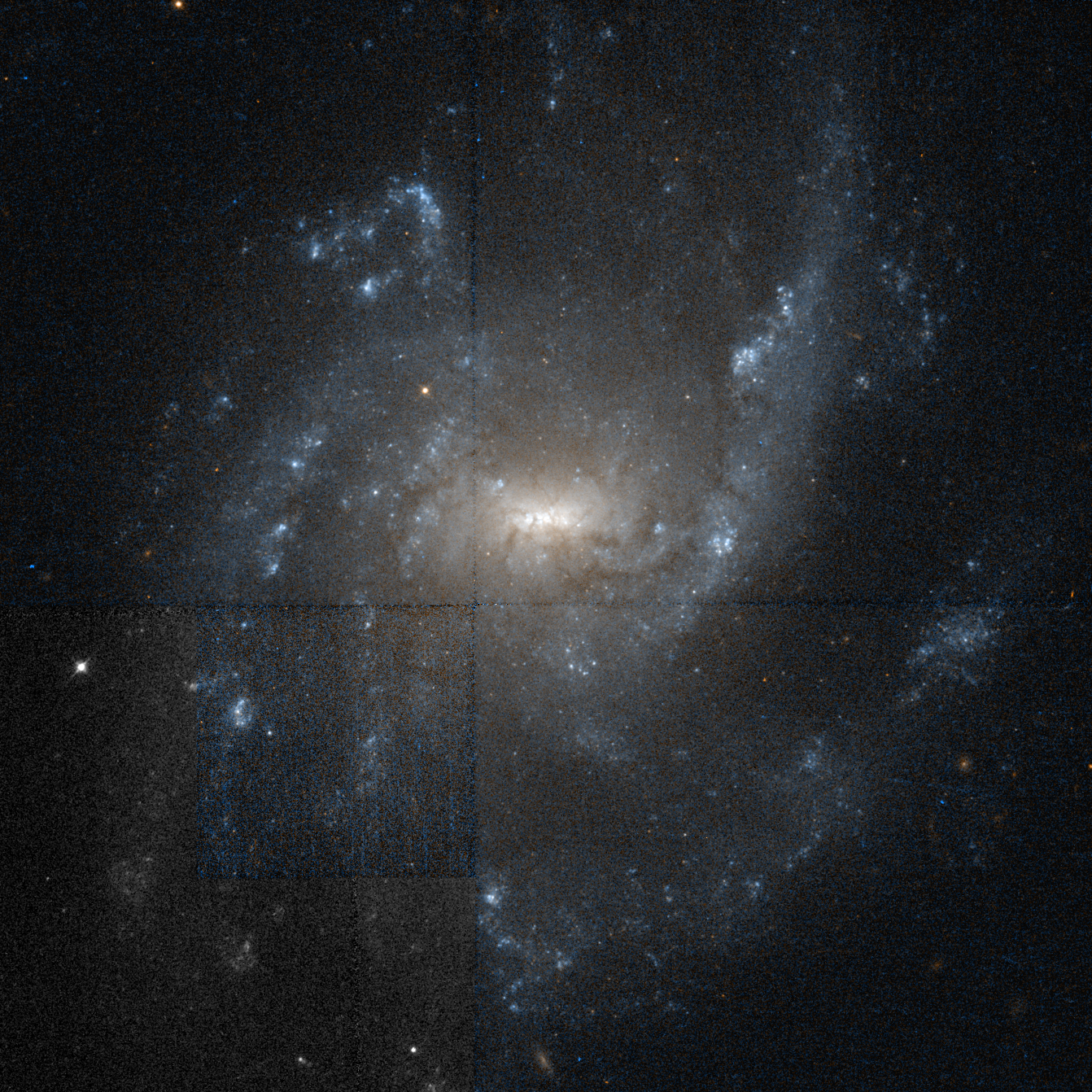
Aufnahme des Zentralbereichs mithilfe des Hubble-Weltraumteleskops